# Maria Theresia von Eltz-Rodendorf

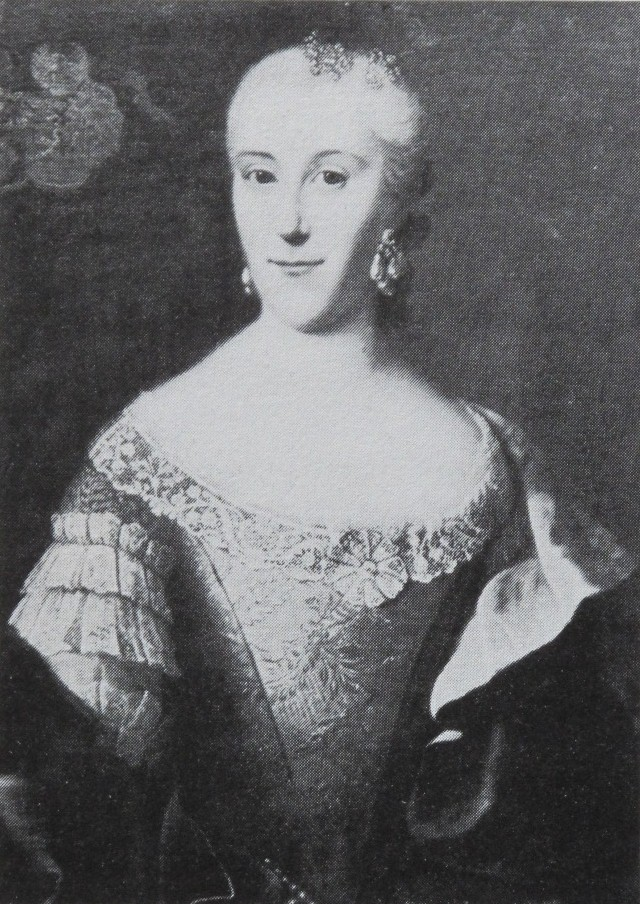
Maria Theresia von Eltz-Rodendorf (1751)

Maria Theresia Freiin von Eltz-Rodendorf (* 1720; † 15. Juli 1803 in Freisdorf) war zwischen 1762 und 1795 Herrin zu Bourscheid.
Maria Theresia war die Tochter des Johann Hugo Ferdinand von Eltz-Rodendorf und der Maria Antonetta Mechthild von Metternich-Müllenark. Ihre Schwester Marie Wilhelmine war mit Franz Eduard Anton von der Heyden, Herrn zu Niederweis, verheiratet. Maria Theresia heiratete 1747 Franz Ludwig Schenk von Schmidtburg (1711–1762). Ihr Onkel Hugo Franz Wolf von Metternich verkaufte 1753 die Herrschaft Bourscheid aus finanziellen Gründen an Demoiselle Constance de Mathelin de Rolley. Maria Theresia klagte gegen diesen Kaufakt, worauf ihr 1762 insgesamt vier Fünftel der Herrschaft zugesprochen wurden. Später konnte sie noch ein Fünftel käuflich erwerben. Sie besaß auch die Herrschaft Freisdorf (heute Frankreich).
Ihr Sohn Franz Joseph Ignaz Nepomuk Schenk von Schmidtburg veräußerte 1812 die Burg Bourscheid.